# Pocket Bravery
Pocket Bravery é um jogo brasileiro indie de luta desenvolvido pela Statera Studio e publicado pela PQube e PixelHeart. O jogo foi criado em pixel art inspirado na estética chibi do jogo Pocket Fighter e dos jogos de luta do Neo Geo Pocket Color.  Inspirado nos jogos 2D retrô como Street Fighter, Fatal Fury e The King of Fighters os quais ele homenageia.
O jogo foi anunciado em abril de 2020, e durante o seu desenvolvimento ocorreram vários testes e até mesmo campeonatos, além de duas fases de beta focados no online, um fechado que se iniciou em 10 de agosto de 2023 exclusivo para as pessoas que fizeram doações para o jogo, e um beta aberto para o dia seguinte. Pocket Bravery foi lançado em 31 de agosto de 2023 e será lançado para PlayStation 4, PlayStation 5, Nintendo Switch, Xbox One e Xbox Series X/S em 10 de abril de 2025.
A criação de Pocket Bravery foi um pouco turbulenta por falta de financiamento e desconfiança da comunidade gamer por conta das controvérsias do jogo Trajes Fatais, no qual o o produtor Jonathan Silva havia trabalhado posteriormente. Apesar das desconfianças o projeto conseguiu conquistar o público, angariando fundos que além de ter possibilitado seu lançamento, ele conta com suporte contínuo DLCs e atualizações.

## Jogabilidade

Tela do menu principal.

Pocket Bravery é um indie de luta em pixel art 2D, com comandos de quatro botões principais inspirados em The King of Fighters, um de soco fraco, um de soco forte, um de chute fraco e um de chute forte. Além dos adicionais botões, agarrão, e combo breaker e os opcionais, dois de soco e dois de chute e elemental. O jogo possui quatro barras para cada personagem, a barra cinza mais superior é a de tontura que enche à medida que o personagem recebe pancada, a barra de vida é a laranja e a maior e fica mais abaixo, ela diminui à cada pancada que o personagem recebe, e a barra de poder que enche à medida que o jogador luta, com essa barra o personagem pode desferir ataques especial ou cancelar ataques especiais inimigos, e por último a barra elemental, que carrega como a de poder mas é mais demorada e com ela o personagem ataca com mais força e pode fazer jogadas diferentes como cancelamentos de ataques e combos inimigos. O comando de agarrão é feito ao pressionar os dois botões de ataque fraco e o adversário pode se desvencilhar do comando ao apertar os mesmo botões. Os personagens também podem correr, dar arranque para trás, saltos normais e longos. O jogo também oferece comandos simplificados que auxiliam pessoas com necessidades especiais, dando acessibilidade à elas.
Cada batalha recompensa o jogador com o dinheiro do jogado chamado PB, o qual você pode usar para desbloquear novas fases, novas cores para customizar os personagens, artes e até um personagem extra.

### Modos de jogo
O jogo pode ser jogado em modo single player ou two player offline e multiplayer online, essa última contando com rollback netcode que ajuda para diminuir a latência na hora do combate. Ele conta com sete modos; modo história, arcade, sistema de desafios de combos, modo treino, galeria de imagens, versus e multiplayer online.

#### Modo História
Modo popular em que se acompanha o protagonista do jogo que busca vingança contra o antagonista do jogo; nessa jornada você conhece e confronta os demais personagens, cada um com uma motivação própria.

#### Modo Arcade
Modo clássico dos jogos de luta, em que o jogador escolhe um personagem viaja o mundo enfrentando oponentes aleatórios, um rival e o chefe de jogo com um final, e cada um com sua própria história.

#### Modo Versus

Ndidi e Nuno lutando.

Mais um modo clássico, onde pode-se jogar localmente contra um amigo ou contra a IA.

#### Online
Jogue contra diversos jogadores ao redor do mundo ou crie salas privadas com amigos de até 14 jogadores.

#### Tutorial
Aprenda os comandos e termos básicos guiados pela inteligência artificial do jogo.

#### Treino
Outro modo comum onde o jogador pode testar e treinar os inúmeros golpes e combos de cada personagem, além configurar as condições de lutas para melhor usar do treino.

#### Fábrica de Combos
Neste modo o jogador tem auxílio para aprender todas as possibilidade de combos que cada personagem tem e criar combos novos.

#### Galeria
Veja as cenas dos modos História e Arcade e todas as linhas de voz dos personagens, além de artes oficiais e feitas por fãs.  O conteúdo vai sendo disponibilizado à medida que o jogador vai comprando com seus pontos no modo Loja.

### Modos Extras

#### Sobrevivência
Um modo em que o jogador deve enfrentar e sobreviver a 10 lutadores e a dificuldade vai aumentando à cada luta.

#### Contra o Tempo
Nesse modo você deve derrotar inúmeros inimigos em uma corrida contra o tempo. Algumas esferas são derrubadas por elas e elas podem ajudar ou atrapalhar o jogador.

#### Desafios
O jogador enfrenta dez desafios de cada personagem para testar suas habilidades com ele.

#### Rodoviária
Um modo que faz alusão aos jogos piratas de Arcades de Street Fighter II, famosos nas rodoviárias e barzinhos do Brasil na década de 90. Nesse modo os golpes dos personagens são alterados os deixando bem apelativos.

## Trama
Um estranho fenômeno tomou conta do mundo e poucas pessoas são capazes de senti-lo ou manifestá-lo.. Alguns conseguem desferir poderes energéticos pelas mãos, outros tonificarem seus músculos, enquanto outros transferem sua energia para objetos e armas. Ninguém consegue entender o porquê de tudo isso e tenta desvendar o mistério desse fenômeno. Em meio desse distúrbio, um grupo terrorista chamado Matilha, rouba artefatos e relíquias antigas de inúmeras nações, levando o caos por onde passa.. Nuno Alves um ex-membro da Matilha se opõe ao seu líder, Hector e acaba sendo punido brutalmente e lançado à própria sorte em um cativeiro chamado Canil. Nesse lugar ele conhece um homem chamado Lobo com quem ele cria uma aliança e o treina, ensinando-o a usar a estranha força que tomou conta do mundo chamada Ichor. Nuno e Lobo conseguem fugir do cativeiro e planejam se vingar de Hector. Nessa jornada eles conhecem Mingmei que é agente da organização Ghost Hat que visa parar o algoz de Nuno e nesse empreitada conhecem e se tornam amigos de Sebastian e Hadassa que possuem metas parecidas com a de Nuno, além do resto do elenco ao redor do mundo.

## Personagens

Tela de seleção de personagens com todos personagens desbloqueados.

O jogo foi lançado com 13 personagens jogáveis de início, sendo 3 deles debloqueáveis via código ou através de objetivos específicos para cada personagem. O jogo também terá 2 passes de temporadas que incluirão via DLC. Os personagens em itálico são desbloqueáveis, enquanto os em negrito são personagens convidados.
| Elenco base | DLC                                                                                                |
| --- | -------------------------------------------------------------------------------------------------- |
| - Nuno Alves - Mingmei Wong - Sebastian Mcclane - Hadassa Silva - Aleksander Arshavin - Kimberly Moore - Ekon Ndidi - Daisuke Sato - Malika Sharma - Ximena Guadalupe - Hector Silva - Jorge Chagas - Shō Kamui | 1ª Temporada - Rick Johnson - Brandon Carter - Dvesha - Camille Leclerc 2ª Temporada - Son Ji-Sung |

Pocket Bravery tem duas temporadas confirmadas, outras poderão vir se a demanda for suficiente. Shō Kamui do jogo de luta, Breakers é um personagem convidado em parceria com a PixelHeart (detentora da marca Visco). Rick Johnson é o segundo personagem convidado que vem de outro jogo da própria Statera, Guns N' Runs.
Jorge Chagas é o único personagem oficial do jogo que não possui importância no Modo História apesar de ter uma trama de fundo. Seus golpes também são baseados em personagens famosos de jogos de luta como Ralf Jones, Ryuji Yamazaki, Terry Bogard, Leona Heidern e Kim Kaphwan da série The King of Fighters além de Luke e Guile de Street Fighter. Seu tema "Goodbye Osasco" é uma clara homenagem à canção "Goodbye Esaka" tema de Kyo Kusanagi em The King of Fighters. Personagens não jogáveis que aparecem no jogo e possuem relevância na trama são; Lobo, Sergei Arshavin, Arcano e Hiraku.
Son Ji-Sung, que originalmente seria incluído no Passe da 1ª Temporada, teve seu lançamento trocado para o Passe da 2ª Temporada, com sua vaga sendo preenchida pelo sósia de Nuno, Dvesha.

## Desenvolvimento
A origem de Pocket Bravery se deu com o desapontamento com o desenvolvimento do jogo Trajes Fatais. Jonathan Silva o criador da franquia trabalhou posteriormente no jogo indie de luta Trajes Fatais no Onanim Studio e era também o rosto de divulgação do projeto. Ele começou a trabalhar no projeto em 2016 e em 2017 se deparou com um tremendo desfalque na arrecadação do dinheiro pro desenvolvimento do jogo. O estúdio acabou sofrendo com essa míngua financeira e isso acabou afetando muitos membros que acabaram sendo dispensados. A harmonia do estúdio não era mais a mesma e ele acabou saindo do projeto em 2020 mas com seu sonho de criar um jogo de luta. Querendo se desvincular com a má fama que ganhou injustamente, ele conhece Anderson Halfeld e fundam o Statera Sudio.
Inicialmente eles queriam criar o jogo Bravery que seria ao estilo de The King of Fighters XIII mas demandaria muita mão de obra a qual eles não possuíam no momento. Eles então resolveram fazer uma versão mais simples (pocket) desse projeto inicial, se inspirando em SVC Chaos: SNK vs. Capcom, Neo Geo Pocket e o Pocket Fighter, com a parte visual tendo uma pitada de Metal Slug e Scott Pilgrim. Assim ambos Bravery e sua versão pocket sendo projetos diferentes de um universo. Junto a isso, eles desejavam resgatar a nostalgia da febre dos jogos de luta nos arcades dos anos 90 mas trazendo elementos novos dando originalidade ao título.
O estúdio foi comprometido desde o começo em trazer transparência o desenvolvimento do projeto ao jogadores reconquistar a confiança perdida em trajes fatais. Eles começaram uma campanha de financiamento no Indiegogo trazendo recompensas exclusivas para os doadores usando o formato de tudo ou nada. Se eles não conseguissem a meta no tempo estimado devolveriam o dinheiro arrecadado e o projeto seria arquivado. A campanha ofereceu várias opções de contribuição que levava à diferentes recompensas: desde a possibilidade de se tornar um beta tester, obter um artbook digital e inclusive criar o seu próprio personagem para o jogo. As opções estendidas incluíam também um novo modo de jogo (Tag Strike), edição de cores de personagens, uma versão para dispositivos mobile e até novos personagens. A data limite coincidiu com a o lançamento da versão open beta.
Houve desde o começo em criar um jogo que mostrasse com clareza os fundamentos para aplicar os golpes, entendesse porquê funciona de tal modo e como encaixar um golpe no outro. Ademais que também abordasse a diversidade de nacionalidades, dessa forma o personagem nigeriano Ndidi foi criado pela Nigéria ser um dos países africanos com maior público de fãs de jogos de luta assim como a Argélia.

## Recepção

### Recepção crítica
Pocket Bravery recebeu críticas favoráveis, com a GameBlast dando nota 8 de 10, elogiando bastante a quantidade de modos single player, porém reclamando do progresso do Modo História não ser salvo em nuvem. O site Round 1 elogiou a facilidade da jogabilidade e a forma educacional de ensinar o jogo a ser manuseado também dando nota 8 de 10 e salientando que os controles tradicionais parecerem um tanto "duros". O Gamerview apesar de também elogiar a jogabilidade, ele também salientou os inúmeros modos apesar de dizer que o Busca Implacável não adicionar nada, e deu a nota 95 de 100%. Já o Siliconera deu nota 7 e elogiou a complexidade do elenco, os modos divertidos e as ferramentas de ajuda. Retrolike conjuntamente elogiou os inúmero modos, pixel art mas reclamou do desbalanço dos personagens e de ter problemas com o hitbox e o bloqueio de golpes, finalizando com nota 7 de 10. A Hey Poor Player enfatizou a beleza do design dos personagens e elogiou a quantidade de conteúdo de início sema necessidade de DLC superfaturado e que apesar da dificuldade em algumas sessões do Modo História o jogo é formidável, dando nota 3.5 de 5. Hardcoregamer expressou que o jogo é um tributo valioso aos jogos de luta clássico ao mesmo tempo que traz um toque moderno de vários modos, opções e conteúdos extras e o site Pizza Fria que o jogo se destaca no cenário saturado do gênero por se destacar com suas facetas feitas com paixão.

### Prêmios
| Ano  | Prêmio                      | Categoria              | Resultado | Ref    |
| ---- | --------------------------- | ---------------------- | --------- | ------ |
| 2023 | Brasil Game Awards          | Jogo Brasileiro do Ano | Venceu    | [ 54 ] |
| 2023 | Flow Games Awards           | Melhor Jogo Brasileiro | Venceu    | [ 55 ] |
| 2023 | The Game Awards 2023        | Melhor Jogo de Luta    | Indicado  | [ 56 ] |
| 2024 | 27th Annual D.I.C.E. Awards | Jogo de Luta do Ano    | Indicado  | [ 57 ] |

## Ligação externa
- «Página oficial»
- Pocket Bravery. no IMDb.